# Tumpalia tau
Tumpalia tau är en insektsart som beskrevs av Otte, D. och R.D. Alexander 1983. Tumpalia tau ingår i släktet Tumpalia och familjen syrsor. Inga underarter finns listade i Catalogue of Life.